# Onthophagus durangoensis
Onthophagus durangoensis là một loài bọ cánh cứng trong họ Bọ hung (Scarabaeidae).